# RheinMain Rundroute
Die RheinMain Rundroute ist ein ca. 190 km langer Radweg durch das Rhein-Main-Gebiet und umkreist die Stadt Frankfurt. Die Radroute ist ein Teil des Konzeptes Regionalpark Rhein-Main mit dem Ziel die Aufwertung des Rhein-Main-Gebietes als Wohnumfeld und als touristisches Ziel.

## Charakteristik und Streckenbeschreibung
Der Start der Route ist an der Mainspitze in Ginsheim-Gustavsburg und führt durch die Kreise Main-Taunus-Kreis, Hochtaunuskreis, Wetteraukreis, Main-Kinzig-Kreis, LK Offenbach und LK Groß-Gerau.
Die Routenführung erfolgt fast ausschließlich auf Feld- oder Waldwegen und ist somit zum größten Teil autofrei. Teilweise werden auch wenige bis mäßig befahrene Ortsdurchfahrten genutzt. Die Strecke ist meist hügelig mit einigen kurzen Steigungen. Im südlichen Abschnitt durch das hessische Ried ist die Strecke flach. Die zurückgelegte Wegstrecke wird teilweise mit einer km-Angabe im Uhrzeigersinn auf dem Weg markiert. Die Strecke ist in beide Richtungen beschildert. In unterschiedlichen Abständen markieren Kieselgruppen, die als Sitzgelegenheit dienen, den Routenverlauf.

Kieselgruppe an der RheinMain Rundroute
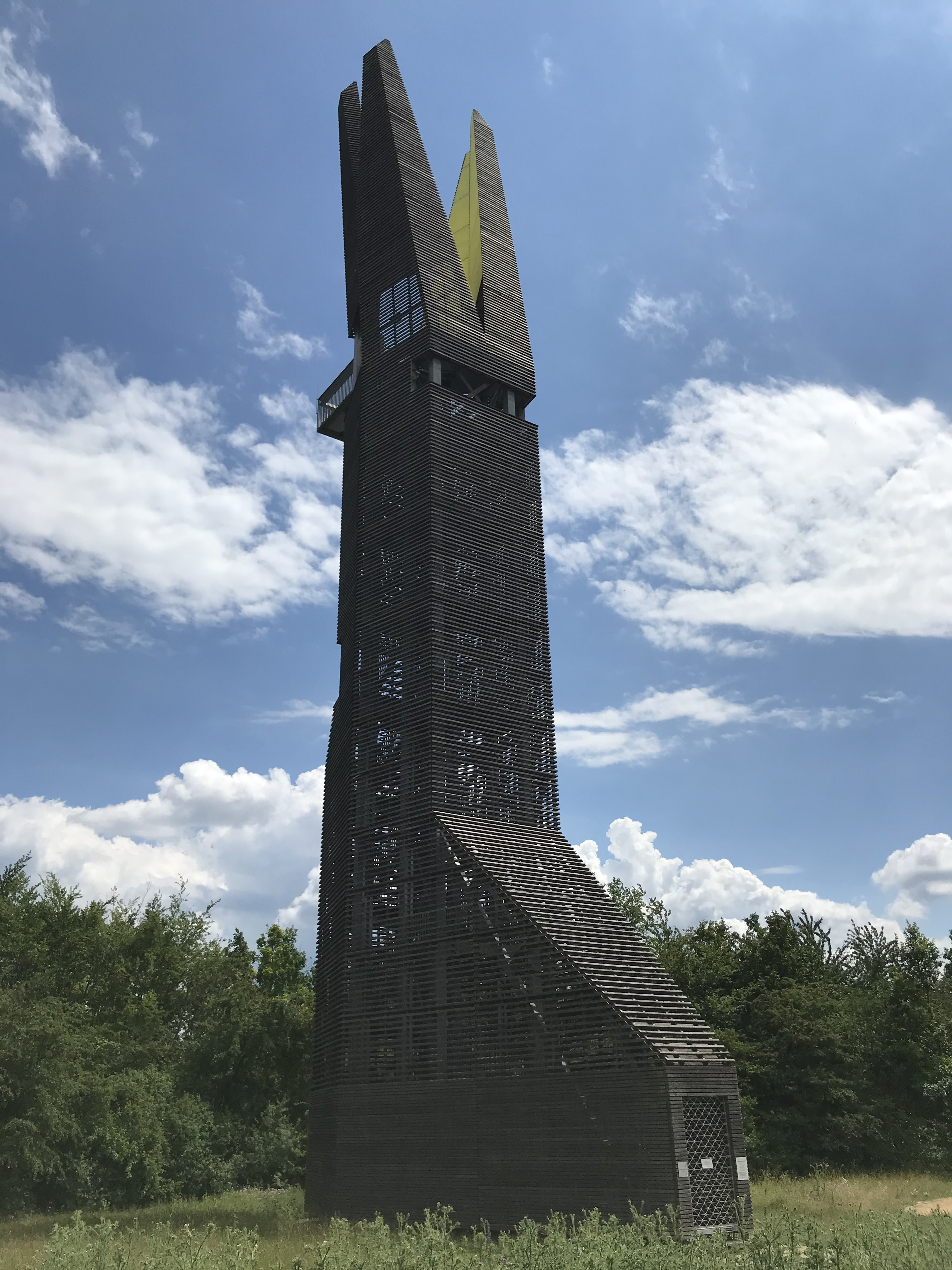
Regionalpark-Turm am Besucherzentrum in Weilbach

## Anschlüsse

### Radwanderwege
- Der Hessische Radfernweg R8 kreuzt die Strecke bei Liederbach am Taunus und Egelsbach.
- Am Main bei Mainz-Kostheim und zwischen Hanau und Dörnigheim gibt es Anschluss an den Hessischen Radfernweg R3 und an den Main-Radweg.
- In  Ginsheim-Gustavsburg und Mainz-Kostheim trifft die Strecke auf den Hessischen Radfernweg R6.
- In Hanau beginnt der Bahnradweg Hessen, der bis nach Bad Hersfeld führt.
- Bei Dörnigheim kreuzt der Hessische Radfernweg R4, der von Hirschhorn am Neckar nach Bad Karlshafen führt.

### Bahn
Das gesamte Rhein-Main-Gebiet ist mit S-Bahn, U-Bahn oder Regionalbahnen gut erschlossen, sodass viele Ein- und Ausstiege auf der Strecke möglich sind.
Der Start und Zielort an der Mainspitze ist mit der Linie S8 (Wiesbaden – Hanau) oder RB75 (Wiesbaden – Aschaffenburg) an dem Bahnhof Mainz-Gustavsburg zu erreichen.